# Tesmer
Tesmer (Cesmer, Cieszmer, Ciezmer, Dusemer, Teschmer, Tesmar, Tessmer, Serce Przerażone, Przyjaciel odmienny) – kaszubski herb szlachecki.

## Opis herbu
Herb znany przynajmniej w pięciu wariantach. Opisy z wykorzystaniem klasycznych zasad blazonowania:
Tesmar I (Cesmer, Cieszmer, Ciezmer, Dusemer, Teschmer, Tesmar, Tessmer, Serce Przerażone, Przyjaciel odmienny): W polu czarnym serce czerwone, przeszyte trzema strzałami na opak, środkowa w słup, boczne w skos i skos lewy. Klejnot: nad hełmem w koronie pięć róż, dwie błękitne, trzy czerwone, pomiędzy którymi trzy strzały na opak, w wachlarz, srebrne. Labry: z prawej czerwone, podbite błękitem, z lewej błękitne, podbite czernią.
Tesmar I a (Cieszmer, Ciezmer, Dusemer, Teschmer, Tesmar, Tessmer, Przyjaciel odmienny): Pole błękitne, strzały w godle i w klejnocie nie na opak, brak róż, labry błękitne, podbite czerwonym.
Tesmar I b (Tesmar, Tessmar, Tessmer, Przyjaciel odmienny): Pole srebrne, strzały w godle i w klejnocie nie na opak, błękitne, z upierzeniem czerwonym, strzały w klejnocie skrzyżowane, brak róż, labry czerwone, podbite srebrem.
Tesmar I c (Tesmar, Przyjaciel odmienny): Barwy nieznane, serce przeszyte dwiema strzałami w krzyż skośny, brak korony i róż, w klejnocie dwie strzały na opak w wachlarz. Labry nieznanej barwy.
Tesmar I d (Tesmar, Tessmar, Przyjaciel odmienny): Pole srebrne, strzały stalowe, w klejnocie strzały bez żeleźców.

## Najwcześniejsze wzmianki
Wariant I wymieniany w herbarzach: Dachnowskiego (Herbarz szlaachty Prus Królewskich), Chrząńskiego (Tablice odmian herbowych) oraz w pracach Piekosińskiego (publikacje w Heroldzi polskim oraz Wiadomościach Numizmatyczno-Archeologicznych). Wariant I a znany jest Dachnowskiegmu, Piekosińskiemu, a także Bagmihlowi (Pommersches Wappenbuch) i Żernickiemu (Der polnische Adel). Warianty I b oraz I c przytaczane są przez Nowego Siebmachera. Wariant I b używany był na Kaszubach i w Prusach Zachodnich w połowie XVII wieku, zaś wariant I c pochodzi z pieczęci Georga von Tesmar "von Bern" z 1555, z Bukowca. Wariant I d znana jest z witraża ratuszu w Lęborku, pochodzącego z 1900 roku, który ufundował Hermann von Tessmar z Borkowa.

## Herbowni
Tesmar (Tesmer, Cesmer, Cieszmer, Ciezmer, Dusemer, Teschmer, Teschner, Tesmier, Tessmar, Teszmar, Teszmer, Thesmar, Thesmer, Thesmyer, Thessmer, Tiessmar, Toschmer, Tusemer, Ziesmar) także z nazwiskami odmiejscowymi Bukowski i Tuchliński.
Rodzinę tę odnotowano także z herbem Sas Pruski, wedle Dachnowskiego używała go linia z Podlesia. Nie wiadomo dlaczego doszło do takiej zamiany herbów. W grę wchodzi zapomnienie pierwotnego herbu przez gałąź, błąd heraldyków, bądź przejęcie Sasa Pruskiego od spowinowaconych Mściszewskich.

### Rodzina Tesmer
Istniały na Pomorzu trzy rodziny tego nazwiska, mającego pochodzić od słowiańskiego imienia Cieszymir. Jedna wywodziła się z Meklemburgii i pisała się Tesmar, druga pochodziła z kołobrzeskich patrycjuszy, trzecia była rodziną kaszubską i pisała się Tesmer. Ta ostatnia mieszkała w powiatach tczewskim i mirachowskim a także na ziemi lęborsko-bytowskiej. Według legendy rodzina ta miała wywodzić się od brata wielkiego mistrza krzyżackiego, Henryka Dusemera von Arffbergk, stojącego na czele Zakonu w latach 1345–1351. Pierwszym znanym członkiem rodu był Grzegorz Tesmer, sekretarz księcia Barnima Starego w 1527. Kolejne wzmianki pochodzą z lat: 1560, 1563 (Joachim Tesmer), 1565 (Maciej Tesmer), 1568, 1571, 1581 (Filip Tesmer), 1570 (Baltazar Tesmer w Niedamowie). Rodzina posiadała w XVI-XVII wieku wioski Podlesie, Koleczkowo, dział w Tuchlinie. Od działu tego przyjmowali nazwisko Tuchliński (np. Jerzy Tesmer Tuchliński w 1618). Część rodziny osiadła w Prusach Zachodnich pod Kwidzynem. Z niej członkowie rodu są wzmiankowani w latach 1632 (Jan Tesmer, zm. 1652), 1691 (Aleksander Tesmer). W XVIII wieku Tesmerowie mieli cząstki wsi: Barłomino, Strzeblielinko, Borkowo, Świchowo, Trzebiatkowa. W wieku XIX: Bochowo, Borkowo, Dąbrówka Lęborska, Węgornia, Gostkowo, Trzebiatkowa. Tesmerowie służyli licznie w armii pruskiej. Oprócz nazwiska odmiejscowego Tuchliński, Tesmerowie odnotowani zostali także z nazwiskiem Bukowski (Tesmer występuje wtedy w roli przydomka). Obecnie nazwiska Tesmar i Tessmar używa około 20 osób, Tesmer – ponad 300, Tessmer – ponad 400.